# Éléments d'Argyris
 (octobre 2018).
Si vous disposez d'ouvrages ou d'articles de référence ou si vous connaissez des sites web de qualité traitant du thème abordé ici, merci de compléter l'article en donnant les références utiles à sa vérifiabilité et en les liant à la section « Notes et références ».
Les fonctions d'Argyris (ou éléments d'Argyris) sont un outil en méthodes des éléments finis. Elles sont utilisées pour décrire un polynôme dans un triangle d’un maillage en employant seulement des données connues sur le bord du triangle. Utilisées en modélisation numérique, ces fonctions furent introduites dans les années 1950 ; mais d'autres styles de fonctions sont également employés en pratique en fonction des problèmes à résoudre.

## Introduction

### Contexte
John Hadji Argyris (1913-2004), est l’un des précurseurs dans le domaine des méthodes des éléments finis, utilisée lors de résolution numérique d’équations différentielles issues de la physique, mécanique… comme la théorie des plaques.
Ses concepts sont apparus en premier lors de la Seconde Guerre mondiale, ce qui rendait ses premiers résultats top secret.[réf. nécessaire]
Le principe des fonctions d'Argyris consiste à exprimer un polynôme avec pour seules informations des données relatives au maillage du domaine. D'autres fonctions sont utilisées en méthodes des éléments finis (Lagrange, Raviart-Thomas, Nédélec, Gauss-Lobatto, Hermite, Morley, Bell…) ayant chacune leurs avantages ainsi que leurs inconvénients (tout dépend du problème que l'on veut résoudre).
Les éléments d'Argyris désignent couramment la construction sur un problème 2D ; pour les versions analogues 1D ou 3D, on parle plutôt d'éléments de type Argyris.

### Cadre d’étude
On se place dans le plan. Les variables sont appelées x et y. Soit {\displaystyle {\mathcal {T}}} un triangle quelconque, non aplati.
Les fonctions d'Argyris liées à {\displaystyle {\mathcal {T}}} sont des fonctions de base de l'espace vectoriel {\displaystyle \mathbb {P} _{5}({\mathcal {T}})} qui représente l'ensemble des polynômes à deux variables x et y ({\displaystyle (x,y)\in {\mathcal {T}}}) de degré au plus 5.

### Approche formelle
Un élément {\displaystyle M\in \mathbb {P} _{5}({\mathcal {T}})} s'écrit donc de manière unique sous la forme
{\displaystyle M(x,y)=a_{0}+a_{1}x+b_{1}y+a_{2}x^{2}+b_{2}xy+c_{2}y^{2}+a_{3}x^{3}+b_{3}x^{2}y+c_{3}xy^{2}+d_{3}y^{3}+a_{4}x^{4}+b_{4}x^{3}y+c_{4}x^{2}y^{2}+d_{4}xy^{3}+e_{4}y^{4}+a_{5}x^{5}+b_{5}x^{4}y+c_{5}x^{3}y^{2}+d_{5}x^{2}y^{3}+e_{5}xy^{4}+f_{5}y^{5}}.
Ainsi, la seule donnée des 21 coefficients du polynôme suffit à écrire tout élément de {\displaystyle \mathbb {P} _{5}({\mathcal {T}})}.
Il est alors nécessaire d'avoir 21 relations (conditions) indépendantes afin de pouvoir déterminer de façon unique ces coefficients.
Une base possible serait de travailler sur la base canonique {\displaystyle \{1,x,y,x^{2},xy,y^{2},x^{3},x^{2},y^{2},y^{3},x^{4},x^{3}y,x^{2}y^{2},xy^{3},y^{4},x^{5},x^{4}y,x^{3}y^{2},x^{2}y^{3},xy^{4},y^{5}\}}, mais dans la pratique, il est extrêmement difficile de pouvoir trouver les 21 coefficients avec cette base. Argyris propose donc une autre base, liées à des conditions données :
- sur la valeur de la fonction M en chaque sommet (3 relations) ;
- sur la valeur des dérivées premières de la fonction M en chaque sommet (6 relations) ;
- sur la valeur des dérivées secondes de la fonction M en chaque sommet (9 relations) ;
- sur la valeur "liée à la normale" pour chaque arête (3 relations).

Avec ces données, il est possible de calculer toutes les fonctions d'Argyris pour n'importe quel triangle : il suffit pour cela de résoudre un système linéaire Au = b où :
- A est une matrice 21×21;
- u est un vecteur de taille 21 composé des 21 coefficients;
- b est un vecteur de taille 21 dont toutes les composantes sont nulles sauf une qui correspond à la condition adéquate.

## Régularité des solutions
Par les conditions imposées aux bords des mailles triangulaires, les solutions calculées par éléments d'Argyris sont régulières (au moins C2). Plus précisément, l'élément fini d'Argyris est celui H2-conforme de plus bas degré. Ils sont donc adaptées aux problèmes d'ordre élevée (bilaplacien) mais reste coûteux.

## Logiciels gérant les éléments d’Argyris
- getfem++
- matlab